# Барбьери, Нуну
Ну́ну Мануэ́л Озо́риу ди Ка́штру Барбье́ри (порт. Nuno Manuel Osório de Castro Barbieri; род. 1942, Лиссабон) — португальский военный моряк и крайне правый активист. Участник колониальной войны и политической борьбы после Апрельской революции 1974 года. Один из руководителей попытки правого контрпереворота в марте 1975 года. Боевик антикоммунистической организации МДЛП. Сын основателя ультраправой ЭЛП Барбьери Кардозу.

## Военная служба
Родился в семье инспектора ПИДЕ Барбьери Кардозу, в 1962—1974 годах заместителя директора политической полиции Нового государства. Воспитывался в духе салазаризма и правого радикализма.
Нуну Барбьери служил в военно-морском флоте, имел воинское звание 1-го лейтенанта. Участвовал в колониальной войне в Португальской Гвинее и в Анголе. Он негативно воспринял Португальскую революцию 25 апреля 1974 года. Стоял на позициях жёсткого антикоммунизма, крайне враждебно относился к ПКП и союзникам компартии в ДВС. Поддерживал генерала Спинолу.
6 января 1975 года Барбьери Кардозу-старший создал во франкистской Испании подпольно-террористическую Армию освобождения Португалии (ЭЛП). Однако Нуну Барбьери не вступил в организацию отца, поскольку продолжал военно-морскую службу.

## Политическая борьба
11 марта 1975 правые сторонники Спинолы предприняли попытку государственного переворота. Нуну Барбьери активно участвовал в этих событиях. Его задачей являлся захват радиостанции в составе группы Гильерме Алпоина Калвана. Правительственные войска быстро подавили мятеж и арестовали многих участников. Барбьери был заключён в тюрьму Кашиас.
19 августа 1975 Нуну Барбьери был отправлен на медицинское обследование. Тюремный фургон остановили боевики ЭЛП. Угрожая охране оружием, они освободили Барбьери. После этого он нелегально перебрался в Испанию и вступил в Демократическое движение за освобождение Португалии (МДЛП), созданное Спинолой и Калваном.
Если в ЭЛП Кардозу-старшего состояли бывшие сотрудники ПИДЕ, то в МДЛП — армейские офицеры, особенно связанные с Калваном военные моряки. Этим определился выбор Нуну Барбьери. Он участвовал в акциях МДЛП, рассматривался левыми и коммунистами как «контрреволюционный террорист», «фашист» и «бомбист».
После решающего столкновения 25 ноября 1975 политическая обстановка в Португалии изменилась в пользу правых сил. 29 апреля 1976 Спинола распустил МДЛП. В октябре 1977 года Нуну Брбьери возвратился в Португалию и возобновил службу в ВМФ.

## Отношение государства
В 1999 году в Португалии был принят закон о «пересмотре положения военнослужащих, участвовавших в переходе к демократии после 25 апреля 1974 года». Этот акт предусматривал восстановление служебных статусов, в том числе присвоение новых воинских званий и финансовое поощрение, тем португальским военным, чья карьера прерывалась в 1970-х по политическим причинам.
В 2008 году специальная комиссия министерства национальной обороны рассмотрела вопрос о применении закона в отношении Нуну Барбьери. Было вынесено положительное решение. Дореволюционная служба Барбьери квалифицирована как выполнение патриотического долга, послереволюционные действия — как поддержка законного президента Спинолы и сопротивление попыткам установить новую диктатуру.
Решение комиссии вызвало резкие протесты ПКП и Левого блока. Министр финансов Фернанду Тейшейра душ Сантуш — член Социалистической партии — отказался подписать соответствующий приказ. Нуну Барбьери подал иск в Административный суд Лиссабона.
В 2011 году социалистическое правительство Жозе Сократеша сменилось правоцентристским кабинетом Педру Пасуша Коэлью. 15 октября 2015 года министр обороны Жозе Педру Агуяр-Бранку и министр финансов Мария Луиш Албукерке — представители Социал-демократической партии — подписали приказ о присвоении Нуну Кардозу очередного воинского звания — капитан ВМФ. Это событие было расценено как политический успех крайне правых сил.

## Черты личности
Знающие Нуно Барбьери люди отмечают среди его личностных черт любовь к отцу, преданность идеям Кардозу-старшего, а также увлечение игрой в регби.